# Enith Brigitha
Enith Sijtje Maria Brigitha, później Salle (ur. 15 kwietnia 1955 w Willemstad) – holenderska pływaczka, dwukrotna medalistka olimpijska z Montrealu.
Brała udział w dwóch igrzyskach (IO 72, IO 76). W 1976 zdobyła dwa brązowe medale w stylu dowolnym, na dystansie 100 i 200 metrów. Zdobyła srebrny medal mistrzostw świata w 1973 na dystansie 200 metrów stylem grzbietowym oraz brąz na dystansie 100 metrów stylem dowolnym. W 1975 była trzecia w sztafecie w stylu zmiennym oraz na dystansie 100 i 200 metrów stylem dowolnym. Na mistrzostwach Europy w dwóch edycjach (1974 i 1977) zdobyła łącznie siedem medali, cztery srebrne i trzy brązowe. 